# Av
Pour les articles homonymes, voir AV.
Av (en hébreu : אָב, de l’akkadien abu « roseaux ») est le 11e mois de l’année civile ; donc le 12e mois lors des années embolismiques et le 5e mois de l’année ecclésiastique du calendrier hébraïque.
C’est un mois estival de trente jours dont la néoménie a lieu le lundi, mercredi, vendredi ou samedi.
Étant le mois au cours duquel les deux Temples de Jérusalem ont été détruits, il a acquis une atmosphère particulièrement sombre dans la tradition rabbinique qui le surnomme par euphémisme Menahem Av (hébreu : מנחם אב « Le Père console »).

## Étymologie
Av signifiant « feu » en babylonien, il semble qu’il a été appelé ainsi à cause de la chaleur qui y règne et, peut-être, parce qu’on y taillait les roseaux dans divers buts. Selon le Talmud de Babylone, on finissait à Jérusalem d’y tailler le bois qui servirait à alimenter le bûcher de l’autel des offrandes (Baba Batra 121a).
Fortement associé à la destruction des Temples, il ferait, selon une lecture homilétique, allusion à la destruction des Temples par le feu et un autre midrash, jouant sur la signification d’av en persan (« eau »), explique que c’est « le mois où nous sommes passés par le feu et par l'eau ».

## Éphémérides
Le 9 du mois de Av a lieu le jeûne de Tisha Beav et le 15 du mois de Av a lieu la célébration de Tou BeAv.